# ジロ・デ・イタリア 1958
ジロ・デ・イタリア 1958は、ジロ・デ・イタリアの41回目のレース。1958年5月18日から6月8日まで行われた。全20区間。全行程3341km。

## 総合成績
|    | 選手名                     | 国籍           | 時間           |
| -- | -------------------------- | -------------- | -------------- |
| 1  | エルコーレ・バルディーニ   | イタリア       | 92時間09分30秒 |
| 2  | ジャン・ブランカルト       | ベルギー       | + 4分17秒      |
| 3  | シャルリー・ゴール         | ルクセンブルク | + 6分07秒      |
| 4  | ルイゾン・ボベ             | フランス       | + 9分27秒      |
| 5  | ガストネ・ネンチーニ       | イタリア       | + 10分36秒     |
| 6  | ミゲル・ポブレット         | スペイン       | + 10分36秒     |
| 7  | ヘスス・ロロニョ           | スペイン       | + 12分12秒     |
| 8  | ラファエル・ジェミニアーニ | フランス       | + 13分12秒     |
| 9  | パスクアーレ・フォルナーラ | イタリア       | + 14分13秒     |
| 10 | アルド・モゼール           | イタリア       | + 15分00秒     |

## マリア・ローザ保持者
| 選手名                         | 国籍     | 区間           |
| ------------------------------ | -------- | -------------- |
| ウィリー・ファンニットセン     | ベルギー | 第1            |
| エルコーレ・バルディーニ       | イタリア | 第2、第15-最終 |
| アルナルド・パンビアンコ       | イタリア | 第3            |
| アルド・モゼール               | イタリア | 第4            |
| サルバドル・ボテリャ           | スペイン | 第5            |
| ジョヴァンニ・ペッティナーティ | イタリア | 第6-第11       |
| アゴスティーノ・カレット       | イタリア | 第12-第14      |

## 山岳賞
| 山岳賞 | ジャン・ブランカルト     |
| 2位    | エルコーレ・バルディーニ |
| 3位    | シャルリー・ゴール       |